# Ходзё Удзиясу
Ходзё Удзиясу (北条 氏康?, 1515 — 21 октября 1571) — крупный японский военный и государственный деятель периода Сэнгоку, третий даймё Одавара (1541—1571), старший сын и преемник Ходзё Удзицуна (1519—1541).

## Биография
С юности Ходзё Удзиясу участвовал в военных кампаниях отца. В августе 1541 года после смерти своего отца Ходзё Удзицуны Удзиясу унаследовал его владения в регионе Канто. Был женат на сестре даймё Имагавы Ёсимото, правителя провинции Микава. Он вел активную политическую борьбу, заключая выгодные браки и привлекая на свою сторону различных даймё. Удзиясу поднял власть клана Одавара Ходзё на невиданную высоту.
Удзиясу продолжал захватническую политику своих предков и вел длительную борьбу с Такэда Сингэном и Уэсуги Кэнсином. Когда Уэсуги Томосада узнал о смерти Удзицуны, он решил отбить назад замок Эдо.
Ещё в 1544 году две ветви семьи Уэсуги — Огигаяцу во главе с Уэсуги Томосада и Яманоути во главе с Уэсуги Норимаса (1523—1579) — объединили свои силы и заключили союз с Имагава Удзитика и Асикага Харуудзи. В 1545 году Уэсуги Томосада и Асикага Харуудзи вторглись во владения рода Ходзё и осадили стратегический важный замок Кавагоэ, который держал Ходзё Цунанари (1515—1587), брат Удзиясу. Гарнизон крепости составлял 3 тысячи человек. Число нападающих доходило до 100 тыс. человек. Ходзё Удзиясу во главе 8-тысячного войска выступил на выручку Цунанари. При этом он выслал вперед гонцов, которые должны были предупредить брата о том, что помощь близка. Так как армия Ходзё Удзиясу также была небольшой по сравнению с войском противника, тот решил провести ночную атаку. План сработал превосходно и, несмотря на восьмикратное численное превосходство противника, Ходзё Удзиясу победил. Уэсуги Томосада погиб в этом сражении.
После победы при Кавагоэ союз его противников распался, позиции рода Ходзё в регионе Канто сильно усилились. Ходзё Удзиясу контролировал пять провинций и продолжал войну против кланов Такэда и Уэсуги. В 1561 году Уэсуги Кэнсин с армией вторгся во владения Ходзё и осадил их столицу — замок Одавара. Осада продолжалась два месяца, после чего Кэнсин отступил, когда Такэда Сингэн стал угрожать его владениям. В 1563 году союзники Ходзё Удзиясу и Такэда Сингэн вторглись в провинцию Мусаси и осадили замок Мацуяма, который принадлежал Уэсуги Норикацу. В следующем 1564 году Удзиясу во второй битве при Конодаи в провинции Симоса нанес поражение Сатоми Ёсихиро (1530—1578), сыну Сатоми Ёситака.
В конце своего правления Ходзё Удзиясу возобновил борьбу с Такэда Сингэном, одним из крупнейших японских полководцев периода Сэнгоку. В ответ на нападение Ходзё на провинцию Суруга Такэда Сингэн в 1569 году начал войну против Удзиясу и вторгся в провинцию Мусаси. Вначале он попытался захватить замок Хатигата, где правил Ходзё Удзикуни. Осада закончилась неудачей, после чего Сингэн пытался взять замок Такияма, принадлежавший Ходзё Удзитэру, и снова потерпел неудачу. Сыновья Ходзё Удзиясу отразили противника. Затем Такэда Сингэн двинулся на замок Одавара и осадил его. Осада продолжалась всего трое суток, после чего Такэда сжег город Одавара и отступил в свои владения.
После неудачной осады Одавара Такэда Сингэн отступил, но братья Ходзё Удзитэру и Ходзё Удзикуни поджидали его в проходе Мимасэ (Мимасэтогэ), где дали ему сражение. Армия Ходзё насчитывала 20 тысяч человек против 10 тысяч Такэда. Такэда прорвал оборону братьев Ходзё и ушёл обратно в Кофу. В безуспешной попытке остановить армию Такэду Ходзё потеряли 3200 человек.
Впоследствии Ходзё Удзиясу заключил мир с Уэсуги Кэнсином и Такэдой Сингэном. Седьмой сын Ходзё — Кагэтора (1552—1579) — был усыновлен Уэсуги Кэнсином. Удзиясу признал провинцию Суруга владением Такэды Сингэна. Одна дочь Удзиясу стала женой Имагавы Удзидзанэ (1538—1614), а другая была выдана замуж за Такэду Кацуёри, сына и преемника Сингэна.
В октябре 1571 года Ходзё Удзиясу скончался в результате продолжительной болезни, оставив после себя семерых сыновей.

## Сыновья
- Ходзё Удзимаса
- Ходзё Удзитэру
- Ходзё Удзикуни
- Ходзё Удзинори
- Ходзё Удзимицу
- Ходзё Удзихидэ
- Уэсуги Кагэтора